# Accions fantasma
Les accions fantasma són un acord contractual entre una empresa i els destinataris d'aquestes accions fantasma, que atorga al concessionari el dret a un pagament en efectiu en un moment determinat o lligat a un esdeveniment designat en el futur. Aquest pagament s'ha de fer per un import vinculat al valor de mercat d'un nombre equivalent d'accions de les accions de la companyia. Així, l'import del pagament augmentarà a mesura que s'apugi el preu de les accions, i disminuirà si cauen les accions, però sense que el destinatari (el beneficiari) rebi realment cap acció. Igual que altres formes de plans de compensació basats en accions, les accions fantasma serveixen en general per a alinear els interessos dels destinataris i dels accionistes, incentivar la contribució al valor de les accions i fomentar la retenció o la participació continuada dels col·laboradors. Els destinataris (o beneficiaris) solen ser empleats, però també poden ser directors, proveïdors de tercers o altres. Els propietaris de les empreses poden oferir accions fantasma com a forma de recompensar i retenir els empleats, si bé els empleats només poden disposar de les accions fantasma mentre continuïn treballant a l'empresa.
Per a les empreses emergents, les accions fantasma es poden utilitzar en lloc d'opcions sobre accions per a facilitar als possibles contribuents a l'èxit de l'empresa emergent una forma senzilla de participació en el capital, atès que les subvencions d'accions fantasma es poden vincular a calendaris d'adquisició negociats, i que el pagament quedi lligat a un canvi de control o esdeveniment de liquiditat, com ara una OPI o una adquisició. Tant l'empresa emergent com els destinataris es beneficien de la flexibilitat de l'acord i dels mínims tràmits legals i fiscals que implica.
Per a les empreses establertes, les accions fantasma es poden utilitzar com a pla de bonificació en efectiu, tot i que alguns plans paguen els beneficis en forma d'accions.
Les accions fantasma poden pagar dividends, si bé generalment aquest no és el cas. En el moment de l'acord inicial, no hi ha impacte fiscal. Tanmateix, quan es fa el pagament, es grava com a ingressos ordinaris per al beneficiari i és deduïble per a l'empresari. En general, els plans fantasma requereixen que el beneficiari esdevingui titular dels drets pertinents, sigui per antiguitat o per a complir un objectiu de rendiment.
Les accions fantasma es poden gravar en el moment de l'adquisició, fins i tot si no es paguen, si el valor de les accions fantasma està vinculat a les accions que tenen valor. En el cas d'algunes jurisdiccions dels Estats Units, l'ús d'un rabbi trust pot resoldre aquest problema; tanmateix, això sotmet el pagament a un risc important, com ara no estar protegit dels creditors de l'empresa en cas de fallida corporativa. Una altra manera d'evitar incórrer en un fet imposable en el moment de l'admissió és vincular el pagament només a l'augment de valor des del moment de l'admissió fins al moment del pagament. Així, el valor de les accions fantasma en el moment de l'adquisició és zero i no està subjecte a tributació com a compensació.